# Índice global de terrorismo

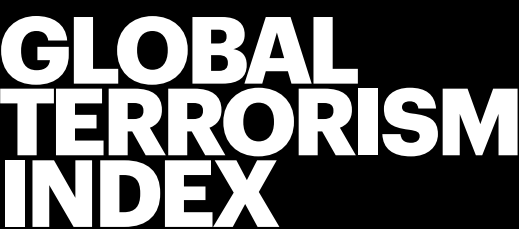
Global terrorism index

El índice global de terrorismo o GTI (todas las siglas en el artículo corresponderán al nombre en inglés) es un intento de ordenar las naciones del mundo según la actividad terrorista que sucede en ellos. La lista combina una serie de factores asociados a los ataques terroristas para construir una imagen explícita de su impacto en un periodo de 10 años, mostrando tendencias, y aportando una serie de datos para analizar. Es elaborada por el Instituto para la Economía y la Paz (IEP) que se basa en la información de la Base de Datos Global sobre Terrorismo (GTD) que es recolectada a su vez por el Consorcio Nacional para el Estudio del Terrorismo y Respuestas al Terrorismo (START) de la Universidad de Maryland. La GTD ha codificado más de 125 000 casos de terrorismo.
El índice global de terrorismo del 2014 es su segunda edición, siendo la primera de 2012. 
Un mapa interactivo destaca los cambios en el nivel de terrorismo y el índice global de terrorismo.
La más reciente edición es el Índice global de terrorismo 2020, que habla sobre lo acontecido en el año 2019.

## Informe de Índice de Terrorismo global 2020
| Puesto | País                            | Puntaje |
| ------ | ------------------------------- | ------- |
| 1      | Afganistán                      | 9.592   |
| 2      | Irak                            | 8.682   |
| 3      | Nigeria                         | 8.314   |
| 4      | Siria                           | 7.778   |
| 5      | Somalia                         | 7.645   |
| 6      | Yemen                           | 7.581   |
| 7      | Pakistán                        | 7.541   |
| 8      | India                           | 7.353   |
| 9      | República Democrática del Congo | 7.178   |
| 10     | Filipinas                       | 7.099   |
| 11     | Mali                            | 7.049   |
| 12     | Burkina Faso                    | 6.755   |
| 13     | Camerún                         | 6.627   |
| 14     | Egipto                          | 6.419   |
| 15     | Mozambique                      | 6.4     |
| 16     | Libia                           | 6.25    |
| 17     | República Centroafricana        | 6.241   |
| 18     | Turquía                         | 6.11    |
| 19     | Colombia                        | 6.1     |
| 20     | Sri Lanka                       | 6.065   |
| 21     | Tailandia                       | 5.783   |
| 22     | Sudán del Sur                   | 5.726   |
| 23     | Kenia                           | 5.644   |
| 24     | Níger                           | 5.617   |
| 25     | Birmania (Myanmar)              | 5.543   |
| 26     | Sudán                           | 5.401   |
| 27     | Nepal                           | 5.34    |
| 28     | Etiopía                         | 5.307   |
| 29     | Estados Unidos                  | 5.26    |
| 30     | Reino Unido                     | 5.161   |
| 31     | Palestina                       | 5.077   |
| 32     | Arabia Saudita                  | 5       |
| 33     | Bangladés                       | 4.909   |
| 34     | Chad                            | 4.829   |
| 35     | Burundi                         | 4.702   |
| 36     | Ucrania                         | 4.692   |
| 37     | Indonesia                       | 4.629   |
| 38     | Francia                         | 4.614   |
| 39     | Rusia                           | 4.542   |
| 40     | Israel                          | 4.522   |
| 41     | Sudáfrica                       | 4.358   |
| 42     | Nueva Zelanda                   | 4.337   |
| 43     | México                          | 4.316   |
| 44     | Grecia                          | 4.182   |
| 45     | Tayikistán                      | 4.18    |
| 46     | Irán                            | 4.157   |
| 47     | Chile                           | 4.031   |
| 48     | Alemania                        | 3.965   |
| 49     | Túnez                           | 3.858   |
| 50     | Ruanda                          | 3.754   |
| 51     | Líbano                          | 3.661   |
| 52     | Venezuela                       | 3.658   |
| 53     | China                           | 3.587   |
| 54     | Angola                          | 3.429   |
| 55     | Uganda                          | 3.278   |
| 56     | Canadá                          | 3.171   |
| 57     | Jordania                        | 3.149   |
| 58     | Tanzania                        | 3.112   |
| 59     | Bélgica                         | 3.043   |
| 59     | Italia                          | 3.043   |
| 61     | Suecia                          | 2.892   |
| 62     | Irlanda                         | 2.845   |
| 63     | España                          | 2.81    |
| 64     | Bolivia                         | 2.795   |
| 65     | Argelia                         | 2.696   |
| 66     | Países Bajos                    | 2.689   |
| 67     | Ecuador                         | 2.606   |
| 68     | Brasil                          | 2.443   |
| 68     | Zimbabue                        | 2.443   |
| 70     | Paraguay                        | 2.414   |
| 71     | Baréin                          | 2.402   |
| 72     | Haití                           | 2.355   |
| 72     | Nicaragua                       | 2.355   |
| 74     | Australia                       | 2.148   |
| 75     | Perú                            | 2.141   |
| 76     | Malasia                         | 2.090   |
| 77     | República del Congo             | 2.043   |
| 78     | Honduras                        | 2.023   |
| 79     | Japón                           | 2.014   |
| 80     | Costa de Marfil                 | 1.945   |
| 81     | Kuwait                          | 1.795   |
| 82     | Ghana                           | 1.743   |
| 83     | Finlandia                       | 1.721   |
| 84     | Malawi                          | 1.635   |
| 85     | Dinamarca                       | 1.484   |
| 86     | Gabón                           | 1.43    |
| 87     | Noruega                         | 1.297   |
| 88     | Madagascar                      | 1.19    |
| 89     | Costa Rica                      | 1.066   |
| 90     | Argentina                       | 1.024   |
| 91     | Austria                         | 1.016   |
| 92     | Kirguistán                      | 0.95    |
| 93     | Kazajistán                      | 0.901   |
| 94     | Papúa Nueva Guinea              | 0.691   |
| 95     | Albania                         | 0.677   |
| 95     | Bosnia y Herzegovina            | 0.677   |
| 97     | Benín                           | 0.663   |
| 97     | Guatemala                       | 0.663   |
| 99     | Corea del Sur                   | 0.656   |
| 100    | Georgia                         | 0.635   |
| 101    | Taiwán (República de China)     | 0.607   |
| 102    | Marruecos                       | 0.565   |
| 103    | Hungría                         | 0.551   |
| 104    | Armenia                         | 0.53    |
| 105    | Guyana                          | 0.477   |
| 106    | Laos                            | 0.439   |
| 107    | Montenegro                      | 0.42    |
| 107    | Vietnam                         | 0.42    |
| 109    | Guinea                          | 0.41    |
| 110    | Senegal                         | 0.391   |
| 111    | Chequia                         | 0.315   |
| 112    | Azerbaiyán                      | 0.296   |
| 113    | Suiza                           | 0.286   |
| 114    | Polonia                         | 0.239   |
| 115    | Jamaica                         | 0.229   |
| 116    | Lituania                        | 0.229   |
| 116    | Sierra Leona                    | 0.229   |
| 118    | Liberia                         | 0.191   |
| 119    | Bulgaria                        | 0.172   |
| 120    | Trinidad y Tobago               | 0.162   |
| 121    | Zambia                          | 0.153   |
| 122    | Letonia                         | 0.115   |
| 122    | Chipre                          | 0.115   |
| 124    | Macedonia del Norte             | 0.105   |
| 125    | Uruguay                         | 0.086   |
| 126    | Estonia                         | 0.057   |
| 126    | Moldavia                        | 0.057   |
| 126    | Serbia                          | 0.057   |
| 129    | Lesoto                          | 0.048   |
| 130    | Yibuti                          | 0.038   |
| 131    | Eslovaquia                      | 0.029   |
| 132    | Panamá                          | 0.019   |
| 133    | Catar                           | 0.014   |
| 134    | Uzbekistán                      | 0.010   |
| 135    | Bielorrusia                     | 0       |
| 135    | Bután                           | 0       |
| 135    | Botsuana                        | 0       |
| 135    | Camboya                         | 0       |
| 135    | Croacia                         | 0       |
| 135    | Cuba                            | 0       |
| 135    | República Dominicana            | 0       |
| 135    | El Salvador                     | 0       |
| 135    | Guinea Ecuatorial               | 0       |
| 135    | Eritrea                         | 0       |
| 135    | Guinea-Bisáu                    | 0       |
| 135    | Islandia                        | 0       |
| 135    | Kosovo                          | 0       |
| 135    | Mauritania                      | 0       |
| 135    | Mauricio                        | 0       |
| 135    | Mongolia                        | 0       |
| 135    | Namibia                         | 0       |
| 135    | Corea del Norte                 | 0       |
| 135    | Omán                            | 0       |
| 135    | Portugal                        | 0       |
| 135    | Rumania                         | 0       |
| 135    | Singapúr                        | 0       |
| 135    | Eslovenia                       | 0       |
| 135    | Esuatini (Suazilandia)          | 0       |
| 135    | Gambia                          | 0       |
| 135    | Timor Oriental                  | 0       |
| 135    | Togo                            | 0       |
| 135    | Turkmenistán                    | 0       |
| 135    | Emiratos Árabes Unidos          | 0       |

## Metodología

### Sistema de puntuación del Índice Global de Terrorismo
La puntuación dada a un país en un año se basa en un único sistema de puntos relativo al impacto de los incidentes en el país. Hay 4 factores a considerar para obtener el puntaje anual
- Número total de incidentes terroristas sucedidos en un año
- Número total de víctimas causadas por terrorismo en un año
- Número total de heridos a causa del terrorismo en un año
- El nivel aproximado de daño total a la propiedad por terrorismo en un año

| Causas                       | Valor |
| ---------------------------- | ----- |
| Número total de incidentes   | 1     |
| Número total de muertos      | 3     |
| Número total de heridos      | 0.5   |
| Suma de daños a la propiedad | 2     |

| Código | Nivel de daño (en dólares americanos)                  |
| ------ | ------------------------------------------------------ |
| 0      | Desconocido                                            |
| 1      | Menor (probablemente < $1 millón)                      |
| 2      | Mayor (probablemente entre $1 millón y $1000 millones) |
| 3      | Catastrófico (probablemente > $1000 millones)          |

### Ejemplo de puntuación de un país
| Causa                        | Valor | Cantidad registrados | Puntaje |
| ---------------------------- | ----- | -------------------- | ------- |
| Número total de incidentes   | 1     | 21                   | 21      |
| Número total de muertos      | 3     | 36                   | 108     |
| Número total de heridos      | 0.5   | 53                   | 26.5    |
| Suma de daños a la propiedad | 2     | 20                   | 40      |
| Puntaje total                | 195.5 | 195.5                | 195.5   |

(1 x 21) + (3 x 36) + (0.5 x 53) + (2 x 20) = 195.5.